# Uran-9
L'Uran-9 (in cirillico: Уран-9) è un veicolo da combattimento senza pilota (UCGV) di fabbricazione russa, progettato per missioni di ricognizione, antincendio, antiterrorismo e di supporto al combattimento con l'obiettivo di contenere perdite umane nello svolgimento di tali compiti.
Sviluppato dalla JSC 766° UPTK, è prodotto dalla Kalashnikov e promosso sul mercato internazionale da Rosoboronexport.
Consegnato alle esercito della Federazione Russa nel 2016, dopo un travagliato periodo di test, il mezzo è entrato in servizio attivo il 24 gennaio 2019.

## Caratteristiche
L'Uran-9 consiste in una piattaforma cingolata corazzata, controllata da un posto comando remoto, che racchiude due robot: uno dedito alla ricognizione, l'altro al supporto del fuoco.
L'armamento è costituito da un cannone automatico 2A72 da 30 mm mentre quello secondario da una mitragliatrice calibro 7,62 mm, 6 lanciarazzi Shmel-M e 4 tubi lancia-missili che possono accomodare quattro fra missili anticarro Atak e missili terra-aria portatili Igla-S o Strela a seconda della missione che è chiamato a svolgere.
Il robot è equipaggiato con un telemetro laser, sensori ad infrarossi, sensori di identificazione IFF ed un laser warning system.

## Uso in combattimento

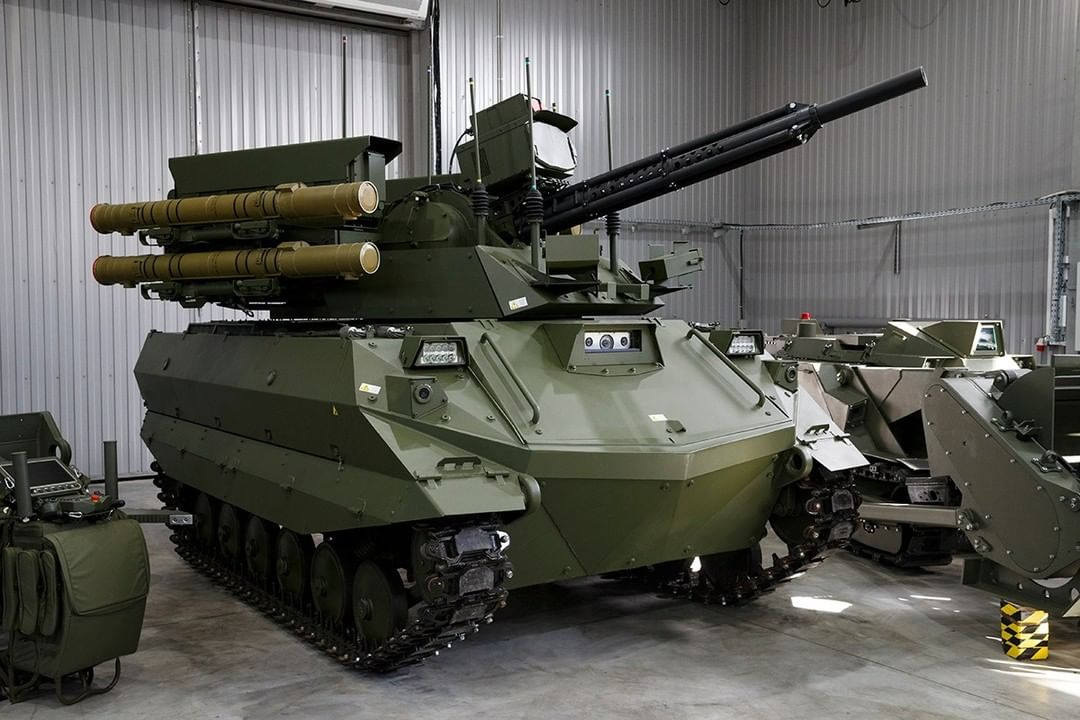
Robot da combattimento Uran-9

L'Uran-9 è stato testato in territorio ostile durante la guerra civile siriana tra il 2016 ed il 2018. Tuttavia, secondo un rapporto sulle sue prestazioni redatto dal 3 ° Istituto centrale di ricerca del Ministero della difesa della Federazione Russa, il mezzo robotico non ha funzionato secondo le aspettative, non riuscendo a svolgere molte delle missioni ad esso assegnate. Una fonte vicina al produttore, tuttavia, ha smentito tale rapporto osservando che l'azienda stesse lavorando per diminuire i tempi risposta del mezzo ed aumentare la larghezza di banda dello scambio dei dati.
Nel 2018, l'Uran-9 è stato visto partecipare alle esercitazioni su larga scala Vostok2018.

## Utilizzatori
- Russia

In servizio attivo dal 2019 con circa 20 esemplari. Nell'aprile 2021 consegnata una nuova fornitura di 20 esemplari di Uran-9